# Uncimenia neapolitana
Uncimenia neapolitana is een Solenogastressoort uit de familie van de Pruvotinidae. De wetenschappelijke naam van de soort is voor het eerst geldig gepubliceerd in 1903 door Nierstrasz.